# Única (canción)
«Única» es una canción interpretada por el cantante puertorriqueño Ozuna, incluida en su segundo álbum de estudio, Aura. Está producida por Yampi, Yancee y Gaby Music.  Fue lanzado el 26 de abril de 2018 en YouTube a través de la discográfica Dímelo Vi, luego de que Ozuna ganara en la categoría «Artista del año» en los Premios Billboard de la música latina de 2018, ceremonia en la cual también recibió el Botón Diamante de YouTube.
La canción se posicionó en el número uno de las listas Latin Airplay y Latin Rhythm de Billboard.
El video musical fue dirigido por Nuno Gomes, quien ha colaborado con Ozuna en distintas ocasiones.

## Posicionamientos en listas

### Semanales
| Lista                           | Mejor posición |
| ------------------------------- | -------------- |
| Estados Unidos (Latin Airplane) | 1              |
| Estados Unidos (Latin Rhythm)   | 1              |